# Sterninae
Sterninae è una sottofamiglia di uccelli Laridi dell'ordine dei caradriiformi a cui appartengono le sterne propriamente dette.
Sono abili volatori e vivono in prossimità di corsi d'acqua o presso le coste marine. Si cibano di pesci, gamberi, vermi ed insetti. La loro lunghezza varia da 20 a 56 cm; hanno le remiganti lunghe e strette, la coda spesso forcuta e il becco diritto e terminante a punta. Le dita sono unite da una membrana natatoria. Si procurano il cibo tuffandosi in acqua. Per la cova si riuniscono, in genere, in colonie; le uova ed anche i piccoli presentano di norma macchie scure su un fondo chiaro. Le prede vengono introdotte direttamente nel becco dei piccoli, senza essere prima ingoiate e poi rigettate dall'adulto.
Sono diffusi in tutto il mondo, in prevalenza nelle zone tropicali e sub-tropicali.

## Tassonomia
In passato la sottofamiglia era stata elevata a famiglia (Sternidae), ma secondo la IOC le differenze genetiche tra sterne e gabbiani non sono tali da giustificare la separazione. Alla sottofamiglia appartengono le seguenti specie:

Sottofamiglia Sterninae
- Genere Gelochelidon
  - Gelochelidon nilotica
  - Gelochelidon macrotarsa
- Genere Hydroprogne
  - Hydroprogne caspia
- Genere Thalasseus
  - Thalasseus maximus
  - Thalasseus bergii
  - Thalasseus elegans
  - Thalasseus bengalensis
  - Thalasseus bernsteini
  - Thalasseus sandvicensis
  - Thalasseus acuflavidus
- Genere Sternula
  - Sternula albifrons
  - Sternula saundersi
  - Sternula antillarum
  - Sternula superciliaris
  - Sternula lorata
  - Sternula nereis
  - Sternula balaenarum
- Genere Onychoprion
  - Onychoprion aleuticus
  - Onychoprion lunatus
  - Onychoprion anaethetus
  - Onychoprion fuscatus
- Genere Sterna
  - Sterna aurantia
  - Sterna dougallii
  - Sterna striata
  - Sterna sumatrana
  - Sterna hirundinacea
  - Sterna hirundo
  - Sterna repressa
  - Sterna paradisaea
  - Sterna vittata
  - Sterna virgata
  - Sterna forsteri
  - Sterna trudeaui
  - Sterna acuticauda
- Genere Chlidonias
  - Chlidonias albostriatus
  - Chlidonias hybridus
  - Chlidonias leucopterus
  - Chlidonias niger
- Genere Phaetusa
  - Phaetusa simplex
- Genere Larosterna
  - Larosterna inca

In precedenza facevano parte delle Sterninae anche le seguenti specie, ora considerate come Laridae basali:
- Genere Anous
  - Anous stolidus
  - Anous minutus
  - Anous tenuirostris
- Genere Procelsterna
  - Procelsterna albivitta
  - Procelsterna cerulea
- Genere Gygis
  - Gygis alba